# Ljud & Bild (tidskrift)
Ljud & Bild (fullständigt namn Ljud & Bild i elektronikvärlden) är en svensk tidskrift som skriver om konsumentprodukter inom elektronik, som förstärkare, högtalare, videokameror, digitala stillbildskameror, bildskärmar, projektorer och liknande. Ljud & Bild grundades 1929 under namnet Populär Radio, vilket den hette fram till 1953. Under en kortare period 1954 hette den Populär Radio och Television innan den 1955 bytte namn till Radio & Television - tidskrift för tillämpad elektronik, vilket den hette fram till 1983. Därefter hette den Elektronikvärlden till år 1997 då den bytte namn till Ljud & Bild.
År 2009 köpte det norska förlaget HL Media tidskriften av tidigare utgivaren Albinsson & Sjöberg. Efter en rad sammanslagningar ingår tidskriften numer i en nordisk förlagsgrupp som ger ut tidskrifter med samma namn i Norge (Lyd og bilde), Danmark (Lyd og billede) och Sverige.